# Whataya Want from Me
Whataya Want from Me ist ein Lied des US-amerikanischen Popsängers Adam Lambert. Es wurde auf dem Debütalbum For Your Entertainment veröffentlicht und erschien als zweite Single des Albums. Whataya Want from Me wurde in Zusammenarbeit von Pink, Max Martin und Shellback geschrieben.

## Entstehung
Whataya Want from Me wurde eigentlich für Pinks fünftes Album Funhouse geschrieben und aufgenommen, kam aber schließlich nicht auf das Album. Am 18. November 2009 kündigte Adam Lambert über seine Webseite an, dass als zweite Single aus dem Debütalbum Whataya Want from Me veröffentlicht wird. Dadurch wurde die zweite Single angekündigt, bevor die CD veröffentlicht worden war.
Der Veröffentlichung folgte eine ausgedehnte Promotion-Kampagne, bei der der Song in vielen größeren amerikanischen Fernsehshows präsentiert wurde, darunter die Late Show with David Letterman am 25. November 2009, die The Ellen DeGeneres Show am 1. Dezember, die Tonight Show mit Conan O’Brien am 14. Dezember und die The Jay Leno Show am 21. Dezember des Jahres. Am 20. Januar 2010 folgte ein Auftritt bei The Oprah Winfrey Show. Im April und Mai 2010 wurde das Lied international promotet, so etwa in Finnland, Großbritannien, der Schweiz und in Deutschland. Aufgenommen wurde es von Max Martin und Shellback beim Maratone Studios, Stockholm (Schweden); mit Al Clay beim House Of
Blues Studios, Los Angeles, CA; by Ann Mincieli beim deutschen Studios, NYC. Assistiert von Chris Galland und Doug Tyo (House of Blues); mit Christian Baker (deutsches Studio). Gemixt von Serban Ghenea beim MixStar Studios, Virginia Beach VA. Entwickelt für denn Mix John Hanes; Mix-Assistent war Tim Roberts. Der Remix (Fonerellli's New Romantic Club Remix) wurde von Aaron McClennand für Mena Musik entwickelt.

## Musikvideo
Das Musikvideo wurde von der Choreografin und Musikvideo-Regisseurin Diane Martel am 20. Dezember 2009 gedreht. Es lief erstmals am 15. Januar 2010 auf VH1. Das Video zeigt Lambert, der von einem Kameramann bedrängt wird. Von Schauspielern dargestellte Paparazzi folgen ihm außerhalb eines Nachtclubs bis zu seinem Auto. In anderen Szenen spielt er mit seiner Band.

## Kommerzieller Erfolg

### Chartplatzierungen
In den Billboard Hot 100 stieg Whataya Want from Me in der Woche vom 2. Januar 2010 ein. Nach Lamberts Arbeit als Mentor für die Kandidaten der neunten Staffel von American Idol erreichte das Lied den zehnten Platz. In den USA wurde die Single über zwei Millionen Mal verkauft und somit die erfolgreichste Single von For Your Entertainment. Whataya Want from Me war in den Canadian Hot 100 auf Platz drei.
In Deutschland erreichte Whataya Want from Me Rang fünf der Singlecharts und platzierte sich sechs Wochen in den Top 10 sowie 29 Wochen in den Charts. Lambert erreichte hiermit erstmals die Singlecharts in Deutschland. Bis heute konnte sich keine Single von Lambert höher und länger in den deutschen Charts platzieren. 2010 belegte Whataya Want from Me hinter Fireflies (Owl City) und I Like (Keri Hilson) den dritten Rang der Jahrescharts in den deutschen Airplaycharts, was es zum drittmeistgespielten Radiohit des Jahres macht. In den Jahrescharts der deutschen Singlecharts belegte die Single Rang 40.
Das Lied wurde unterschiedlich aufgenommen. Jonathan Keefe vom Slant Magazine lobte das Lied und nannte es eine „phänomenal gut gemachte Popsingle, die Lambert die Möglichkeit gibt, zu glänzen.“ Im Houston Chronicle schrieb Joey Guerra, das Lied ginge auf der CD am meisten „nach vorn“ oder „geradeaus“ („straightforward“), er nannte es nicht schlecht. Greg Kot von der Chicago Tribune mochte das Stück weniger und nannte es „weinerlich“.
| ChartsChartplatzierungen       | Höchstplatzierung | Wochen |
| ------------------------------ | ----------------- | ------ |
| Deutschland (GfK)              | 5 (29 Wo.)        | 29     |
| Österreich (Ö3)                | 4 (21 Wo.)        | 21     |
| Schweiz (IFPI)                 | 6 (36 Wo.)        | 36     |
| Vereinigte Staaten (Billboard) | 10 (30 Wo.)       | 30     |
| Vereinigtes Königreich (OCC)   | 53 (5 Wo.)        | 5      |

| ChartsJahrescharts (2010)      | Platzierung |
| ------------------------------ | ----------- |
| Deutschland (GfK)              | 40          |
| Österreich (Ö3)                | 54          |
| Schweiz (IFPI)                 | 46          |
| Vereinigte Staaten (Billboard) | 45          |

### Auszeichnungen für Musikverkäufe
| Land/Region               | Auszeichnungen für Musikverkäufe (Land/Region, Auszeichnung, Verkäufe) | Verkäufe  |
| ------------------------- | ---------------------------------------------------------------------- | --------- |
| Australien (ARIA)         | Platin                                                                 | 70.000    |
| Dänemark (IFPI)           | Gold                                                                   | 15.000    |
| Deutschland (BVMI)        | Gold                                                                   | 150.000   |
| Finnland (IFPI)           | —                                                                      | 4.604     |
| Kanada (MC)               | 2× Platin                                                              | 80.000    |
| Neuseeland (RMNZ)         | Platin                                                                 | 15.000    |
| Schweden (IFPI)           | 2× Platin                                                              | 80.000    |
| Schweiz (IFPI)            | Gold                                                                   | 15.000    |
| Vereinigte Staaten (RIAA) | —                                                                      | 2.006.000 |
| Insgesamt                 | 3× Gold · 6× Platin ·                                                  | 2.435.604 |

## Coverversion von Pink
Auf ihrer Kompilation Greatest Hits… So Far!!! veröffentlichte Pink auch eine von ihr eingesungene Version des Titels, nachdem sie ihn auf der Funhouse Summer Carnival-Tour 2010 in Deutschland bei mehreren Auftritten live sang.